# Општина Остра (Сучава)
Остра (рум. Ostra) општина је у Румунији у округу Сучава.
Oпштина се налази на надморској висини од 692 m.